# Automotrice CP 9100
L'automotrice CP 9100 era un rotabile automotore a scartamento metrico costruito per le Ferrovie del Portogallo (Comboios de Portugal). 
Il gruppo composto di tre unità venne costruito in Svezia da NoHAB nel 1949. Venne ritirato dal servizio nel 2002.
Le automotrici vennero impiegate per il servizio viaggiatori sulla ferrovia del Tâmega, in Portogallo tra la stazione di Livração, nel distretto di Porto e Arco de Baúlhe.

## Storia

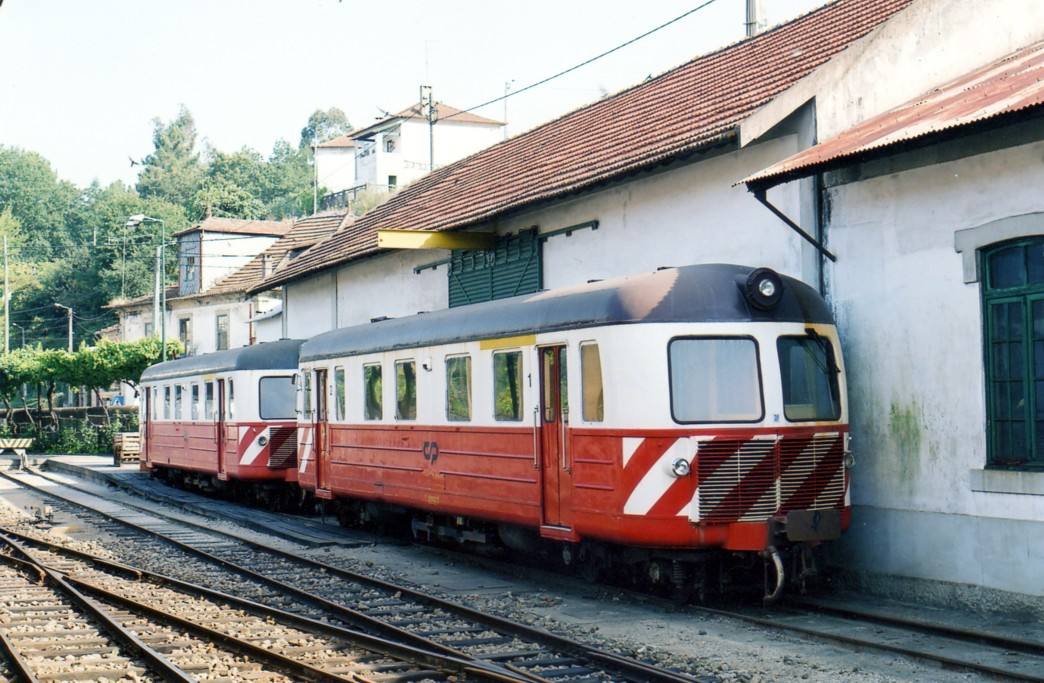
Automotrici accantonate nel 2003

Le automotrici della serie 9100, versione a scartamento ridotto della serie CP 0100, vennero ordinate alla società svedese Nydqvist & Holm AB (meglio nota come NoHAB).
Le tre unità entrarono in servizio nel 1949 per rinforzare i servizi passeggeri a vapore sulla "Línea del Tâmega".
Le automotrici, costruite a due assi, accusarono problemi di stabilità, che richiesero la radicale modifica con l'applicazione di 2 carrelli a due assi.
Il 7 giugno 1998, le unità 9101 e 9102 entrarono in collisione a Fregim provocando 21 feriti di cui uno 1 grave. La 9101 venne ritirata dal servizio e utilizzata per ricambi.
Vennero ritirate dal servizio nel 2002 e sostituite dalle automotrici CP 9500.